# Schiffsschraubenfabrik Ostermann

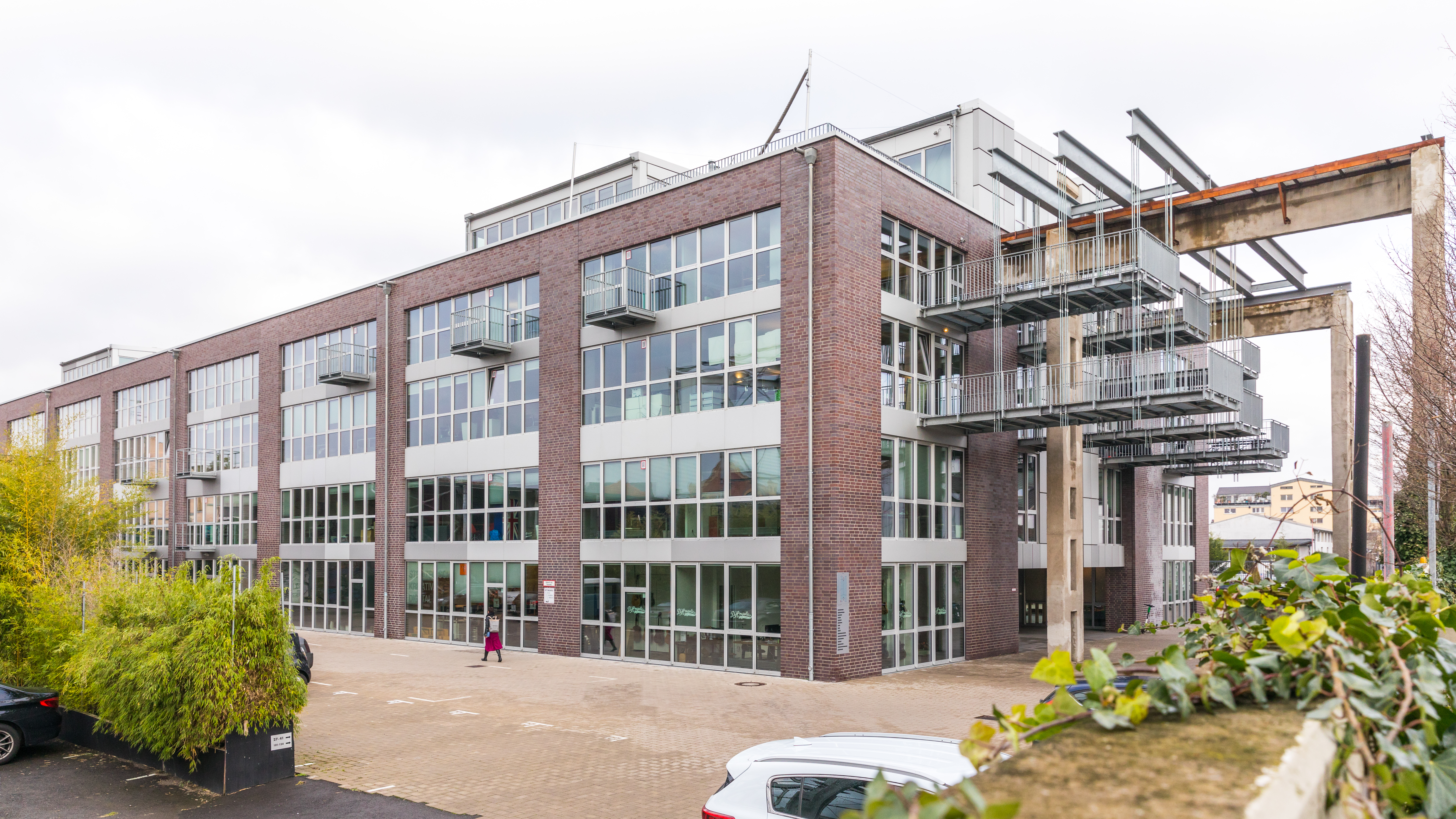
Ehemalige Gießereihalle der Firma Ostermann, heutiges Bürogebäude Lichtstr. 25 in Köln-Ehrenfeld

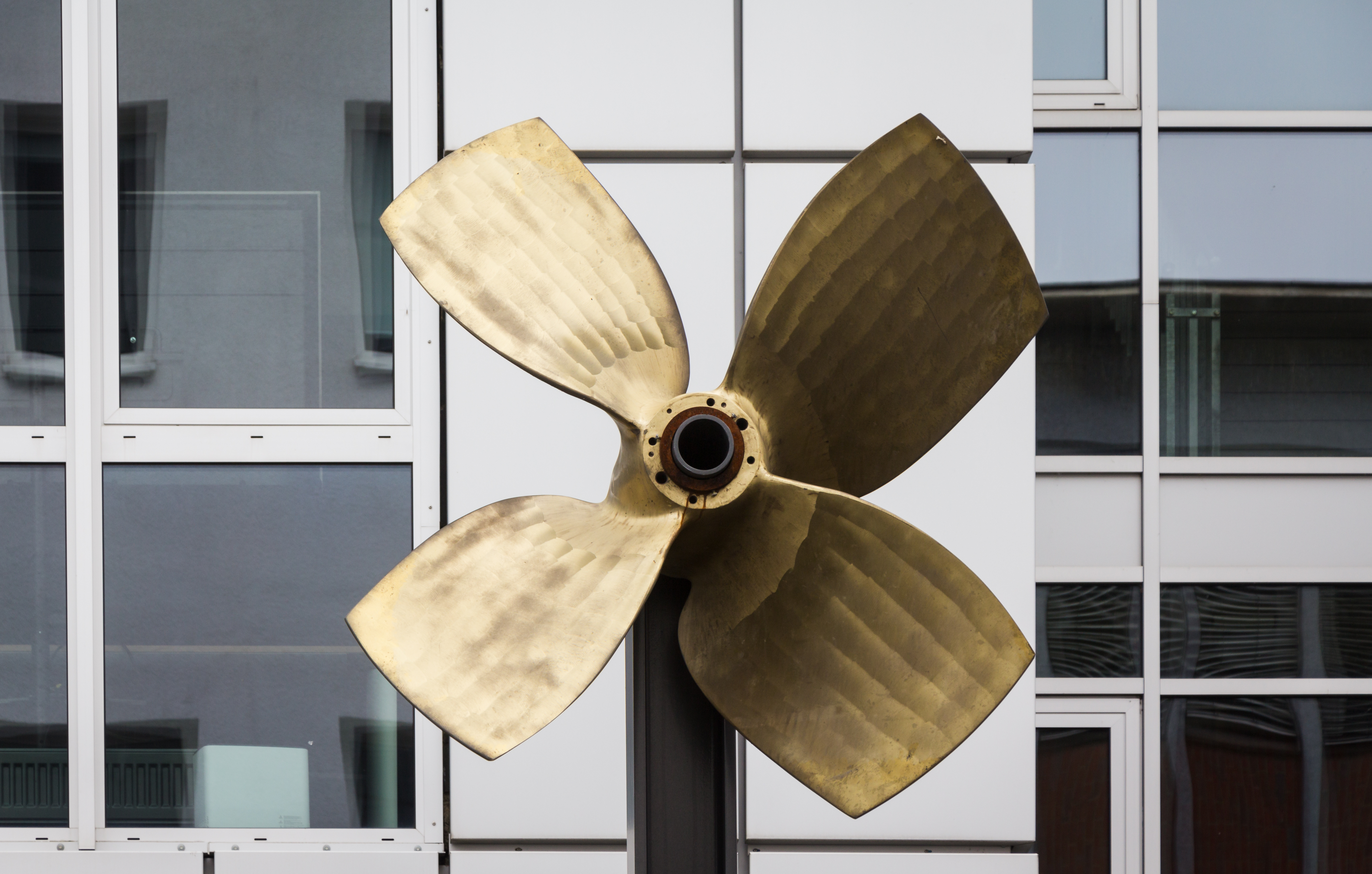
Leitrad vor dem heutigen Bürogebäude

Die Schiffsschraubenfabrik Ostermann & Co  war ein deutsches Unternehmen im Metallbau in Köln. Es war zeitweilig das führende deutsche Unternehmen in der Herstellung von Schiffsschrauben.

## Geschichte
Das Unternehmen Ostermann & Flüs wurde 1890 von dem Formermeister Gustav Ostermann und dem Kaufmann Wilhelm Flüs in Köln-Riehl gegründet. Es eröffnete sein erstes Werk an der Mülheimer Heide, heute Boltensternstraße. Auf einem 24.000 Quadratmeter großen Gelände wurden eine Kupferhochofenanlage, eine Metallhütte und eine Raffinerieanlage errichtet. Anfänglich wurden hauptsächlich Lagerschalen für das Eisenbahn-Ausbesserungswerk in Köln-Nippes produziert.
1890 war die Propellerentwicklung noch in ihren Anfängen. Neben anderen Produkten der Metallverarbeitung spezialisierte sich das Unternehmen ab 1900 auf die Herstellung von Wellenanlagen und Schiffspropellern mit einem Gewicht von bis zu 20 Tonnen aus Bronze und im Schleudergussverfahren.
1915 wurden zudem die Mendener Drahtwerke erworben, wo nach dem Zweiten Weltkrieg überwiegend Küchenherde produziert wurden.

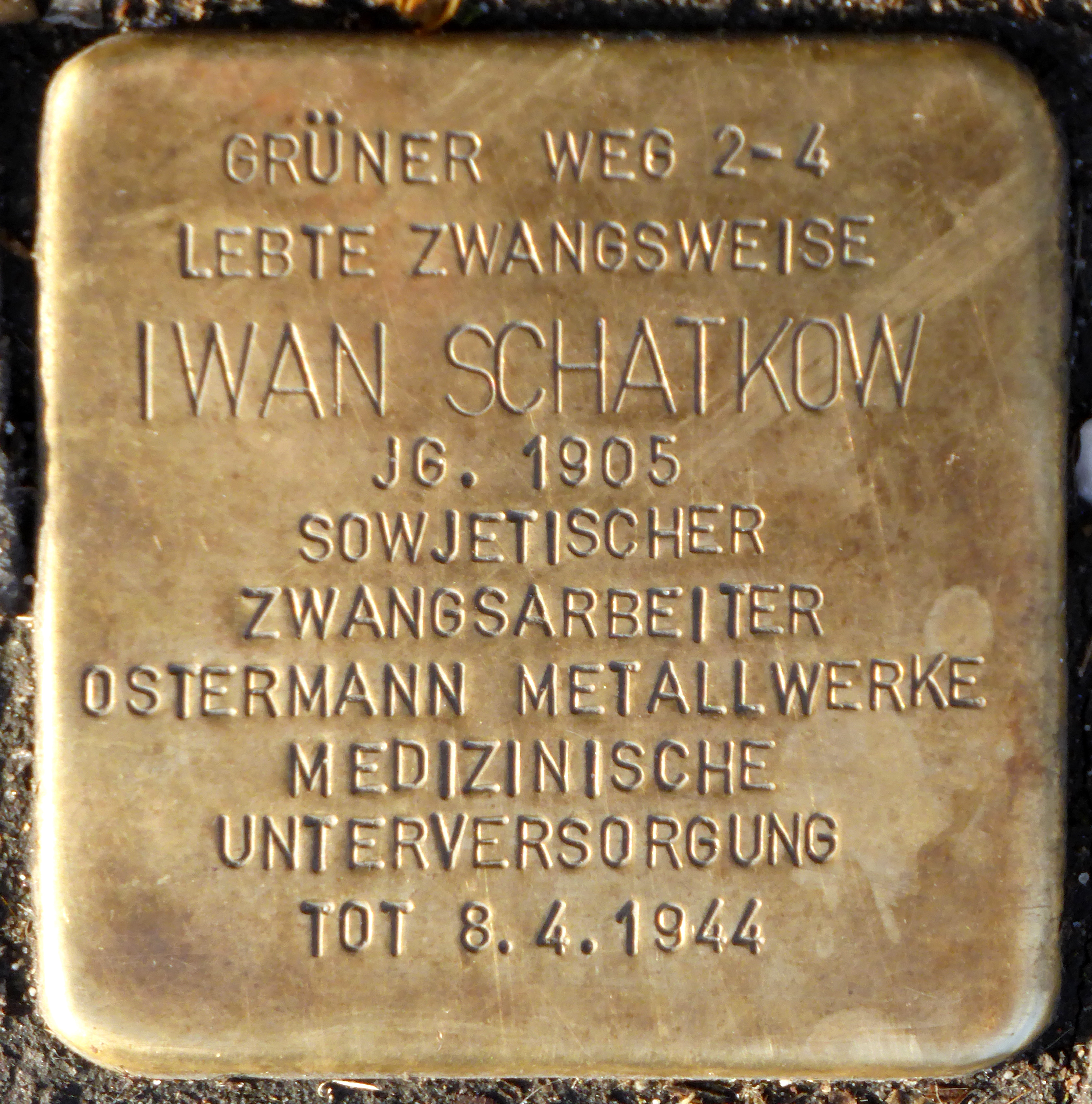
Ein Stolperstein erinnert daran, dass bei Ostermann während des Zweiten Weltkriegs Zwangsarbeiter eingesetzt wurden

Wegen der schlechten Wirtschaftslage wurde die Produktion in Riehl 1931 eingestellt, die Propellerproduktion aber von Gustav Ostermanns Söhnen Kurt und Hans zunächst in Köln-Bayenthal weitergeführt. Nachdem man 1937 den Betrieb der Eisengießerei Wiedenbrück & Wilms am Grünen Weg in Ehrenfeld übernommen und auch den Firmensitz dorthin verlegt hatte, befand sich dort bis 1992 die Produktion. Anette Essam, Lehrbeauftragte im Bereich Denkmalpflege und Historische Bauforschung der RWTH Aachen, schrieb hierzu 2009: „Heute wundert uns, in Anbetracht der zuletzt hergestellten Propeller für Ozeanriesen, diese Standortwahl in Köln-Ehrenfeld, weit weg vom Fluss.“
Im Mai 1944 wurde die Gießerei in Ehrenfeld zerstört, und das Unternehmen verlegte den Rest der Produktion nach Gartz an der Oder, wo indes nur Propeller für Schnellboote und Minensuchboote gefertigt wurden. Nach Kriegsende wurde die Produktionsstätte in Gartz von der Sowjetunion demontiert.
In Ehrenfeld wurden nach dem Krieg zunächst Produkte wie Waffeleisen, Lampenständer und andere Haushaltsgeräte hergestellt. In den 1950er Jahren kam es wieder zu einer verstärkten Nachfrage nach Schiffspropellern. 1952 wurde das Firmengelände mit dem Kauf des Grundstücks Lichtstraße 25 von den Erben der Familie Wahlen (Mitbegründer Ehrenfelds) vergrößert und 1961/62 die Gießereihalle an der Lichtstraße errichtet. Die Halle machte es möglich, Propeller mit den größten Abmessungen herzustellen. So goss Ostermann 1963 den 25 Tonnen schweren Propeller für das nuklear angetriebene Frachtschiff Otto Hahn, der aus einer speziellen Bronze bestand und einen Durchmesser von sechs Metern hatte. Nach dem Konkurs des Hamburger Unternehmens Theodor Zeise im Jahre 1979 wurde Ostermann zum größten deutschen Propellerhersteller.
In den 1980er Jahren produzierte die Firma Leiträder, eine Erfindung des Hamburger Schiffbauingenieurs Otto Grim. Die Herstellung dieses Produkts musste aber wegen technischer Probleme eingestellt werden, was erhebliche Verluste verursachte. Wegen dieser Verluste sowie der internationalen Schiffsbaukrise musste 1992 der Betrieb in Köln aufgegeben werden, nachdem Pläne, die Fertigung nach Rostock zu verlegen, nicht mehr hatten umgesetzt werden können. Kurz vor der Stilllegung produzierte Ostermann noch den zu dieser Zeit größten Propeller Deutschlands, mit einem Durchmesser von 10 Metern und einem Gewicht von 65 Tonnen. Zum Zeitpunkt der Stilllegung beschäftigte Ostermann in Ehrenfeld rund 140 Mitarbeiter. Nach dem Verkauf des Geländes wurden die Anlagen größtenteils abgerissen. Übrig geblieben sind ein Teil des Empfangsgebäudes, die Gießereihalle und die 1982 entstandene Schleifereihalle, die umgebaut anderen Zwecken dienen.